# Absorption interstellaire

Loi d'extinction interstellaire standard depuis les rayons X jusqu'à l'infrarouge proche. Est représentée l'extinction en magnitudes en fonction de la longueur d'onde pour une extinction visuelle = 1 mag. Les données proviennent de Morrisson & McCammon (1984) ; Cardelli et al. (1989) et Ryter (1996).

En astronomie, l’extinction interstellaire désigne la quantité de lumière absorbée et diffusée par le gaz et les poussières du milieu interstellaire le long d'une ligne de visée depuis un objet céleste donné. C’est un effet fortement chromatique : dans le spectre visible, l’extinction est plus importante pour le bleu que le rouge et l'on note un rougissement. Le dérougissement est l’opération qui consiste à ôter par le calcul les effets de l'extinction sur une observation. Ce phénomène est évoqué intuitivement par Tycho Brahe et le rougissement décrit par William Herschel.

## Description
Dans les domaines infrarouge, visible et ultraviolet, l'extinction interstellaire, due essentiellement à la poussière, est traditionnellement donnée par deux paramètres. Le premier est l’extinction visuelle, notée {\displaystyle A_{V}} et définie comme la différence entre la magnitude visuelle (dans le système photométrique de Johnson) qu'aurait l'astre en l'absence d'extinction et celle réellement observée. Le second est le rougissement, ou excès de couleur, noté {\displaystyle E(B-V)} : ce terme correspond à la différence entre l’indice de couleur {\displaystyle B-V} en l'absence d'extinction et celle réellement observée. En moyenne, ces deux paramètres sont reliés par {\displaystyle A_{V}=3,\!1\;E(B-V)}, mais le facteur de proportionnalité varie en fonction de la morphologie des grains de poussière, notamment de leur taille moyenne.
Pour l'ultraviolet lointain, les rayons X et rayons gamma, l'extinction est principalement due au gaz. Elle se décrit par la densité de colonne d'hydrogène, notée {\displaystyle N_{H}}, et la section efficace moyenne par atome d'hydrogène, notée {\displaystyle \sigma }.
L’atmosphère et l'environnement proche de l'objet peuvent également provoquer une extinction et un rougissement, avec des caractéristiques différentes de celles du milieu interstellaire. Le décalage vers le rouge des objets extragalactiques est un rougissement non relié au phénomène d'absorption.

## Rougissement
Quand la lumière d'une étoile est modifiée par l'absorption interstellaire, on dit qu'elle est « rougie », et c'est ce « rougissement » qu'il faut corriger pour retrouver les caractéristiques intrinsèques de l'étoile. L'absorption {\displaystyle A_{V}} dans la bande visible (i.e. aux alentours de 545 nm) s'obtient de la manière suivante :
{\displaystyle A_{V}=R\times E(B-V)}
où R est le rapport entre l'absorption totale sur l'absorption sélective et s'appelle facteur de rougissement (ou rougissement tout court), et E(B-V) est l'excès de couleur. Une fois que R est connu, la mesure de l'excès de couleur permet de connaître l'absorption. Le rougissement est donné par
{\displaystyle R=3,\!25+0,\!25(B-V)_{0}+0,\!05E(B-V)}
où B et V désignent les magnitudes apparentes dans les bandes spectrales bleue et visible, et l'indice 0 indique que ce sont les valeurs intrinsèques (non rougies) qui doivent être prises ici. Ces valeurs sont tabulées, et connues plus ou moins bien pour tous les types spectraux et les différentes classes de luminosité. La formule ci-dessus n'est valide que pour {\displaystyle (B-V)_{0}<1,\!4} mag et {\displaystyle E(B-V)<1,\!5} mag.